# Diecezja Witbank
Diecezja Witbank – diecezja Kościoła rzymskokatolickiego w Republice Południowej Afryki, w metropolii Johannesburga. Została erygowana 12 czerwca 1923 jako prefektura apostolska. 11 stycznia 1951 stała się diecezją.